# Marek z Opatowca
Marek z Opatowca (ur. w Opatowcu, żył w 1. połowie XV wieku) – wykładowca Akademii Krakowskiej, poeta piszący wiersze w języku łacińskim, teoretyk literatury.

## Twórczość
Był autorem Metrificale - wierszowanego podręcznika zasad metryki łacińskiej. Praca powstała prawdopodobnie na użytek studentów Akademii Krakowskiej.

### Utwory
- Metrificale, ogł. A. Brückner "Średniowieczna poezja łacińska w Polsce", cz. 1, Rozprawy AU Wydział Filologiczny, t. 16 (1892) i odb.; przedr. (z krytycznymi koniekturami) R. Gansiniec "Metrificale Marka z Opatowca i traktaty gramatyczne XIV i XV w.", Wrocław 1960, Studia Staropolskie, t. 6; rękopis (kodeks Jana ze Słupcy z XV w.): dawniej Biblioteka Załuskich sygn. Cod. Lat. XVII Qu. 18, następnie Biblioteka Narodowa nr inw. 2885, zniszczone w 1944; przekł. polski: R. Gansiniec przy przedr. "Metrificale Marka z Opatowca...", (łaciński traktat o wierszowaniu, w formie poematu liczącego 79 dystychów; oparty na 3. części prozodii z Doctrinale Aleksandra de Villa Dei z końca XII w., na Pseudo-Petrusie Helie oraz innych niezidentyfikowanych źródłach)